# 그리다, 봄
《그리다, 봄》은 네이버 TV에서 에 공개된 웹드라마이며, 한국마사회가 기획하고 아폴로픽쳐스가 제작하였다.

## 등장 인물

### 주요 인물
- 이원근 : 서건태 역 - 승마 선수
- 송지은 : 양말자 역 - 경마장 홍보실 직원
- 유세형 : 윤찬 역 - 승마 선수
- 김유라 : 경마장 의무실 의사 역

### 그 외
- 박건영 : 유니폼남 역
- 권진란 : 사원 1 역
- 이수련 : 사원 2 역
- 김대운 : 바 주인 역
- 김명신 : 말자의 어머니 역
- 김가온 : 7세 건태 역
- 이시은 : 7세 말자 역
- 안지호 : 10세 건태 역
- 최지안 : 10세 말자 역

## 회차별 부제
| 회차 | 업로드 일자      | 부제                          | 런닝 타임 |
| ---- | ---------------- | ----------------------------- | --------- |
| 1화  | 2014년 10월 29일 | 첫사랑은 무섭다               | 14:23     |
| 2화  | 2014년 10월 29일 | 내꺼인듯 내꺼아닌 니꺼같은 나 | 14:28     |
| 3화  | 2014년 10월 29일 | 사랑인가요?                   | 23:12     |
| 4화  | 2014년 10월 29일 | 사랑이라 쓰고 설렘이라 읽는다 | 13:08     |